# トヨタ・FJクルーザー
FJクルーザー（FJ Cruiser 、エフジェイクルーザー）はトヨタ自動車が販売していたミッドサイズのスポーツ・ユーティリティ・ビークル（SUV）である。仕向地にかかわらず、すべてが日野自動車羽村工場で生産されていた。

## 概要
レトロスタイルの中型SUVの北米市場専用車種として開発され、2003年北米国際オートショーにコンセプトカーとして初めて出品された。2005年には最終的な量産型として再び展示され、2006年モデルとして北米で販売開始された。
日本向けは当初用意されなかったが、北米仕様の逆輸入車が一部で人気となるなどしたため急遽開発が始まり、2010年（平成22年）12月4日より販売が開始された。日本国内での販売ディーラーはトヨタ店が担当。日本市場には右ハンドル仕様の5速AT・4WD車が投入された。右ハンドル仕様の登場により、2011年4月11日から日本と同じ左側通行のオーストラリアでも販売が開始され、同時期にニュージーランドにも投入された。また、韓国市場においても、2013年12月24日に限定販売という形で韓国トヨタを通じて販売が開始された。
本来の投入先である北米市場では2014年モデルを最後に販売を終了しており、2016年にはその他の市場向けの生産も終了すると発表されたが、後に撤回。日本国内向け仕様は2018年（平成30年）1月末まで継続生産された。その後も2022年12月まで、サウジアラビアなどの一部の国向けの生産が続けられた。

## 仕様
丸型ヘッドランプ、オーバルグリルと統一CI（三つの楕円）ではないTOYOTAのロゴ、白色の屋根などに見られるように、FJ40型ランドクルーザーを彷彿とさせる外観が特徴である。
当初の企画目的は、日野・羽村工場のハイラックスサーフの組立ラインを使い、収益性の高い新型車を開発することであった。2000年にロッド・ミレンが製作した100系のシャシ、パワートレインに、FJ45V（初代4ドア）のボディを拡幅して載せた、ランドクルーザー同士を組み合わせた「レトロクルーザー」が話題となり、デザインコンセプトが決定した。
特に低められたフロントウインドシールドと、大胆に立てられたAピラーによって古風な雰囲気を高めている。起こされたフロントウインドシールドは空力面では大きな欠点となるが、外装上の重要点とされ、安易な変更は考慮されなかった。そのため、検討や実験に多くの時間を割くことになったが、その甲斐もあり、空力面でも満足できる仕上がりとなっている。
前年に発表された6代目フォード・マスタングに代表される「レトロデザイン」としてくくられることもあるが、全体的にはモダンな外装となっており、単に先祖の姿をなぞっただけに留まってはいない。
シャーシはランドクルーザープラドと共通の構成のラダーフレームを採用しており、本格的なSUVといえる。ホイールベースは当モデル独自の2,690 mmであるが、サスペンションやドライブトレインはタコマ、4ランナー（ハイラックスサーフ）、プラドと共通のものとなっている。トランスファーは6速MT車がフルタイム4WD、5速AT車がパートタイム4WDとなっており、5速AT車のみ2WD（後輪駆動）も選ぶことができる。ドライブトレーンはプラドの4.0 L（1GR-FE）エンジン搭載車と共通部分があるが、プラドには2WDの設定はない。
エンジンにはタコマ、4ランナー、プラドと共通のV型6気筒 4.0 Lの1GR-FE型が搭載されるが、北米市場ならではのオクタン価や使用速度域、好まれるトルク感や排気音などに合わせ、同エンジンが搭載される他車種とは給排気系とECUが異なっている。トランスミッションは6速MTと5速ATとが設定されており、どちらもフロアシフトとなっている。日本仕様においては平成17年排出ガス基準50 %低減の低排出ガス車の認定を受けている。
乗降用ドアは両側面ともピラーレス（ドアに内蔵）の観音開きで、前席のシートベルトも後ろのドアに組み込まれており、後ろのドアのみを開けることはできない構造になっている。ソフト素材で造られた荷室の床を含め、室内は防水・防汚仕様となっている。また、エアコンスイッチやインナードアハンドル、シフトノブなど、手に触れる部分はグローブを装着したままでも操作しやすいように大型化されている。
なお、日本仕様は国内法規に従いサイドアンダーミラーが装着され、灯火類も変更されている。側面用のターンシグナルランプ（ウィンカー）をフロントフェンダーにも増設、また、角度によってスペアタイヤに遮られて見えなくなる後部ターンシグナルランプと後部ナンバープレートの取り付け位置をバンパー部分に変更、同時にリアフォグランプも追加されている。オーディオは全車レス仕様となっている。

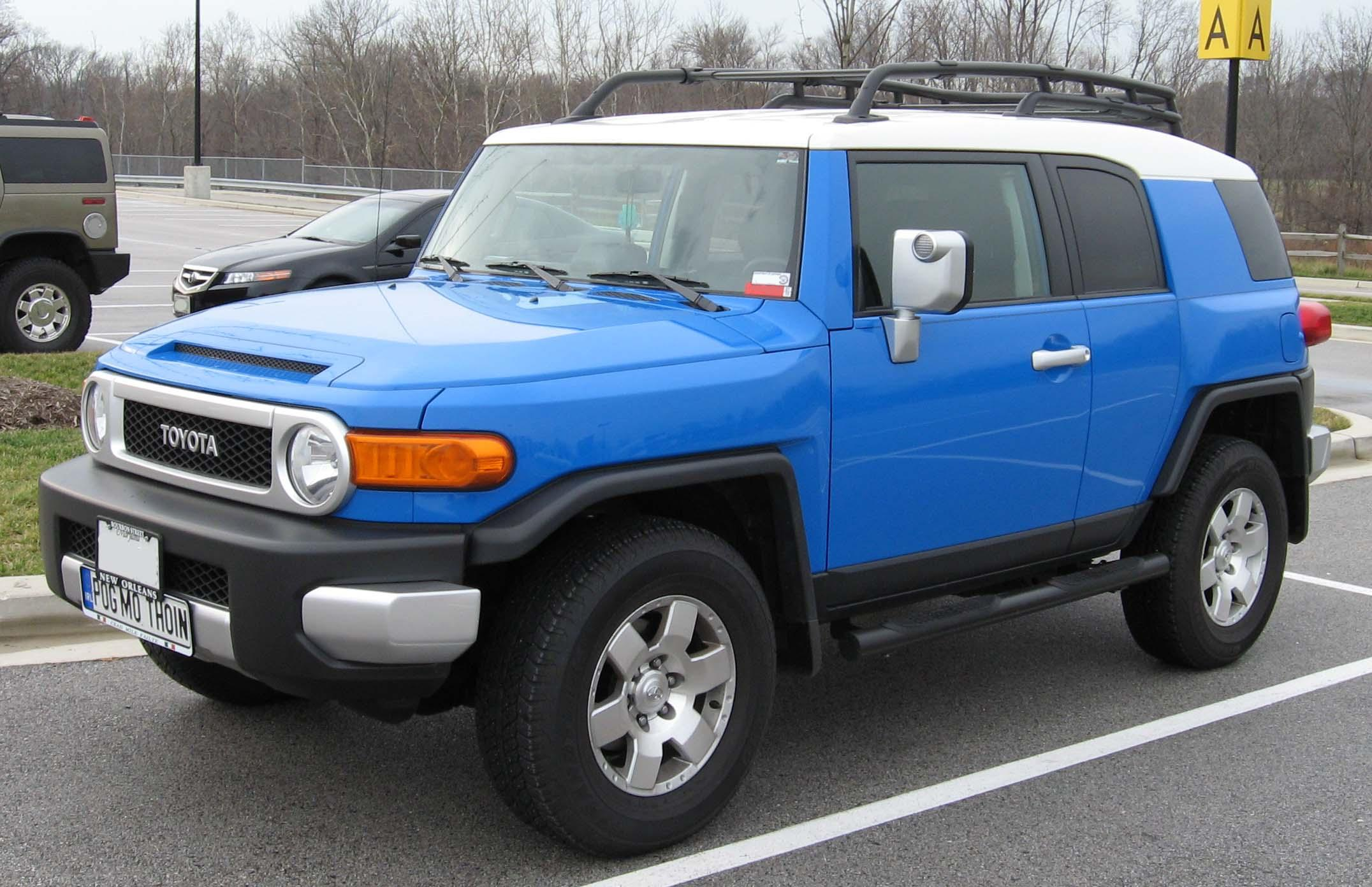
北米仕様 フロント
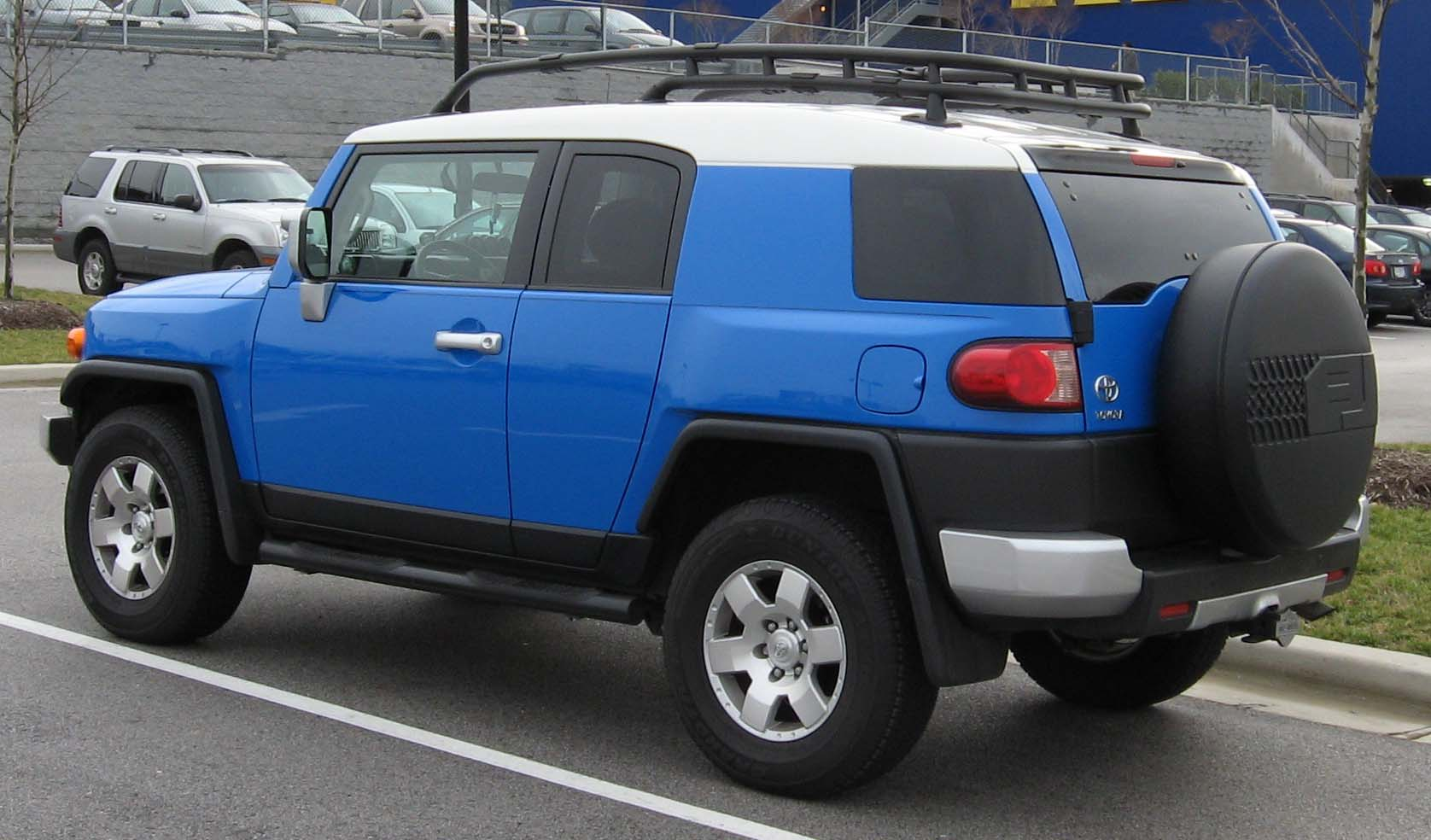
北米仕様 リア
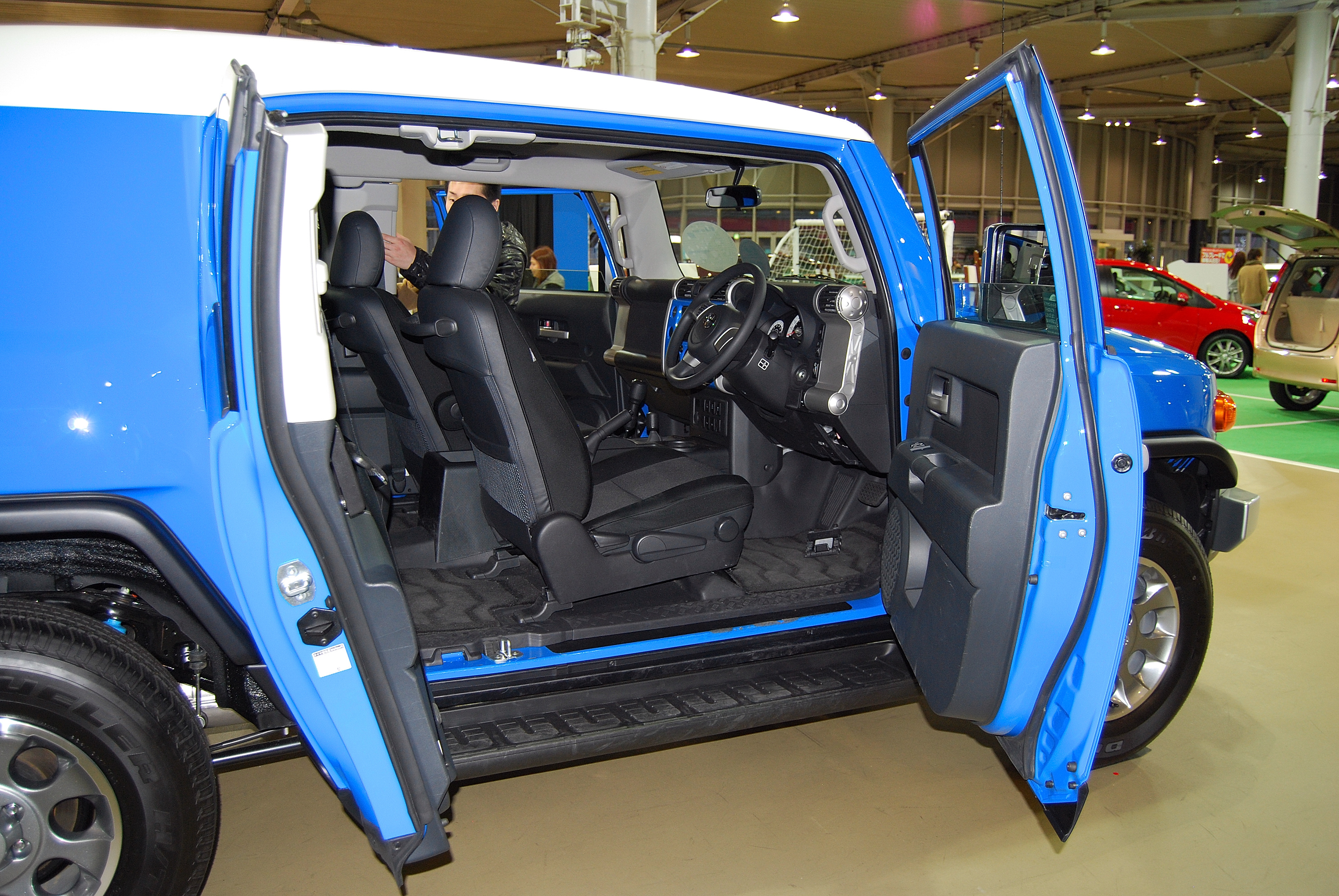
観音開きの側扉

## 初代 GSJ15W型（2006年-2023年）
- 2004年 - デトロイトショーでFJクルーザー・コンセプト発表。
- 2005年 - シカゴモーターショーでプロトタイプ発表。
- 2006年3月末 - 北米で発売。
- 2008年 - メキシコ、中国で発売。
- 2010年11月25日 - 12月4日に日本で発売開始することが発表された。グレードはベースモデルとなる「FJクルーザー」、ハードなオフロード使用を意識し、ビルシュタイン製ダンパーやリヤデフロックを装備した「FJクルーザー オフロードパッケージ」、クルーズコントロールやカラードドアトリムを装備した「FJクルーザー カラーパッケージ」の3種を用意する。
- 2011年4月 - オーストラリア、ニュージーランドで発売。
- 2011年11月14日 - 日本仕様に17インチ専用アルミホイール、ホイールカバー付スペアタイヤ、ドアミラー、ラジエーターグリル、バンパー、アウトサイドドアハンドルをブラックで統一し、「ツートーン ブラック」の専用ボディカラーを設定した「FJクルーザー ブラックカラーパッケージ」と専用本革巻き3本スポークステアリングホイールと撥水・防水ファブリックシート表皮にブラックとレッドを配してより個性を際立たせるとともに、「レッド」の専用ボディカラーを設定した「FJクルーザー レッドカラーパッケージ」を追加した。
- 2012年7月24日 - 日本仕様を一部改良。ホワイトルーフと組み合わせたツートーンカラー仕様のボディカラーの入れ替えが行われ、「イエロー」・「ブルー」・「グレーメタリック」の3色を廃止し、新たに「オレンジ」・「グレイッシュブルー」・「セメントグレーメタリック」の3色を追加。また、「オフロードパッケージ」には路面状況に応じてエンジンとブレーキの自動制御により、ステアリング操作のみで極低速走行を可能にするクロールコントロールを標準装備した。なお、今回の一部改良により「レッドカラーパッケージ」を廃止した。
- 2013年7月30日 - 日本仕様を一部改良。ホワイトルーフと組み合わせたツートーンカラー仕様のボディカラーにおいて、「グレイッシュブルー」を「スモーキーブルー」に差し替えるとともに、「ダークグリーン」を追加したことで7色となった。その他、「ブラックカラーパッケージ」を除く全車にオプション設定されている17インチアルミホイールのデザインを変更し、「オフロードパッケージ」を除く全車にパフォーマンスダンパーのオプション設定を追加した。
- 2013年11月5日 - 北米トヨタ、北米仕様の生産終了を発表。2014年2月の特別仕様車の納車をもって北米での販売が終了となる。これにより、MTモデルが消滅した。
- 2014年7月30日 - 日本仕様を一部改良[4]。ホワイトルーフと組み合わせたツートーンカラー仕様のボディカラーにおいて、「オレンジ」と「ダークグリーン」を廃止する替わりに、2012年7月の一部改良時に廃止していた「イエロー」を約2年ぶりに復活設定したことで、6色展開となった。また、アナログメーター（メーター照度コントロール付）のデザインを変更し、フロントフォグランプをオプション設定に追加した。同年末までの販売台数の累計は1万9440台[5]
- 2017年9月12日 - 日本仕様の特別仕様車「Final Edition」を発表（10月16日販売開始）[6]。外板色・シート表皮・センタークラスターガーニッシュなどに特別設定色の「ベージュ」を、内外装の随所にブラック塗装をそれぞれ施し、20インチアルミホイールやサイドステップなどを特別装備した。
- 2018年1月31日 - 日本国内での販売終了と同時にホームページ閉鎖。国内向けの累計販売台数は27982台であった。
- 2022年9月27日 - サウジアラビアの現地法人が同年12月にFJクルーザーの生産が終了すると発表。特別仕様車「ファイナルエディション」を1000台限定で販売することもあわせて発表された[7]。